# Echydna punctata
Echydna punctata is een vlindersoort uit de familie van de prachtvlinders (Riodinidae), onderfamilie Riodininae.
Echydna punctata werd in 1861 beschreven door C. & R. Felder.